# 5226 Pollack
5226 Pollack (1983 WL) là một tiểu hành tinh vành đai chính được phát hiện ngày 28 tháng 11 năm 1983 bởi E. Bowell ở Flagstaff.